# برناديت كيلي
برناديت كيلي (بالإنجليزية: Bernadette Kelly)‏ هي موظفة مدنية بريطانية، ولدت في 10 مارس 1964.